# 拉戈島 (佛羅里達州)
拉戈礁（英語：Key Largo）是位於美國佛羅里達州門羅縣的一個人口普查指定地區。

## 地理
拉戈礁的座標為25°06′24″N 81°25′48″W / 25.10667°N 81.43000°W，而該地最高點為海拔高度2米（即7英尺）。

## 人口
根據2010年美國人口普查的數據，拉戈礁的面積為39.60平方千米，當中陸地面積為31.50平方千米，而水域面積為8.10平方千米。當地共有人口10433人，而人口密度為每平方千米263人。